# Arthur Rimbaud od Carjata

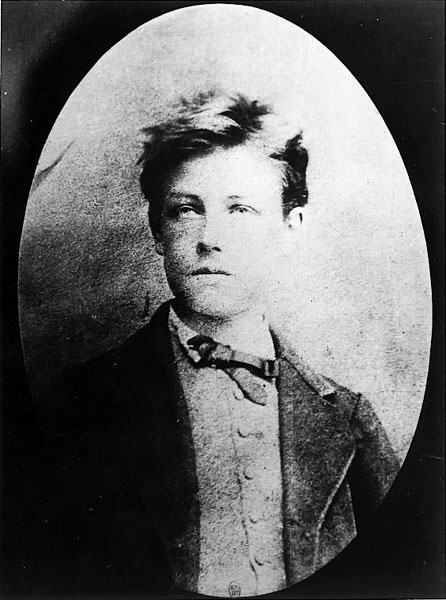
Étienne Carjat: portrét Arthura Rimbauda, medailón 8×4.2 cm, 1871

Fotografický portrét Arthura Rimbauda od fotografa Étienna Carjata (1828–1906) je všeobecně nejznámějším obrazem básníka z Charleville. Charakteristický portrét získal ikonický status, velmi často se reprodukuje a používá jako symbol poezie, mladosti, revoluce a romantiky.

## Historie
Portrét Arthura Rimbauda vznikl v říjnu 1871. Dva z celkem osmi známých originálů se prodávaly v aukci. V roce 1998 se jeden z nich prodal za částku 191 000 franků a 24. ledna 2003 se další portrét Arthura Rimbauda prodal za 69 000 eur (respektive 81 000 eur včetně poplatků).